# Alerheim
Alerheim är en kommun och ort i Landkreis Donau-Ries i Regierungsbezirk Schwaben i förbundslandet Bayern i Tyskland.
Kommunen ingår i kommunalförbundet Ries tillsammans med kommunerna Amerdingen, Deiningen, Ederheim, Forheim, Hohenaltheim, Mönchsdeggingen, Reimlingen och Wechingen.